# Bangawan
Bangawan là một thị trấn thống kê (census town) của quận Shahdol thuộc bang Madhya Pradesh, Ấn Độ.

## Nhân khẩu
Theo điều tra dân số năm 2001 của Ấn Độ, Bangawan có dân số 20.719 người. Phái nam chiếm 53% tổng số dân và phái nữ chiếm 47%. Bangawan có tỷ lệ 63% biết đọc biết viết, cao hơn tỷ lệ trung bình toàn quốc là 59,5%: tỷ lệ cho phái nam là 72%, và tỷ lệ cho phái nữ là 53%. Tại Bangawan, 14% dân số nhỏ hơn 6 tuổi.